# Gioacchino Cascone
Gioacchino Cascone (Castellammare di Stabia, 6 de marzo de 1972) es un deportista italiano que compitió en remo.
Ganó dos medallas de plata en el Campeonato Mundial de Remo, en los años 1994 y 1998. Participó en los Juegos Olímpicos de Sídney 2000, ocupando el cuarto lugar en la prueba de ocho con timonel.

## Palmarés internacional
| Campeonato Mundial | Campeonato Mundial            | Campeonato Mundial | Campeonato Mundial |
| Año                | Lugar                         | Medalla            | Prueba             |
| ------------------ | ----------------------------- | ------------------ | ------------------ |
| 1994               | Indianápolis (Estados Unidos) | Medalla de plata   | Dos con timonel    |
| 1998               | Colonia (Alemania)            | Medalla de plata   | Dos con timonel    |